# Węgierska Socjalistyczna Partia Robotnicza
Węgierska Socjalistyczna Partia Robotnicza (Magyar Szocialista Munkáspárt) – rządząca w latach 1956–1989 węgierska partia komunistyczna sprawująca władzę w okresie istnienia Węgierskiej Republiki Ludowej.

## Historia
Została utworzona w listopadzie 1956 w wyniku reorganizacji Węgierskiej Partii Pracujących (Magyar Dolgozók Partja), istniejącej od 1948. Pierwszym sekretarzem generalnym partii został János Kádár. Początkowo rządy partii charakteryzowały ostre represje, stopniowo jednak liberalizowała swoją politykę, zwłaszcza w zakresie gospodarki – później także w sferze politycznej. Polityka ta, określana potocznie jako „gulaszowy komunizm” („gulasz-komunizm”), podniosła na stosunkowo wysoki poziom standard życia (jak na kraj bloku wschodniego) i przyniosła jej sporą popularność wśród Węgrów. Przywódca partii János Kádár na początku lat 60. ogłosił amnestię w ramach której z więzień wyszli polityczni oraz uczestnicy powstania z 1956. W 1966 Komitet Centralny zatwierdził wprowadzający elementy wolnego rynku Nowy Mechanizm Ekonomiczny (węg. új gazdasági mechanizmus), który rozluźnił restrykcje związane z handlem międzynarodowym, dał ograniczoną wolność pracującym w handlu i pozwolił ograniczonej liczbie ludzi działać w sektorze usług.  
Reforma gospodarki zapoczątkowana 1 stycznia 1968 przez premiera z ramienia WSPR Jenő Focka uważana jest za jedną z najbardziej wolnorynkowych w krajach Rady Wzajemnej Pomocy Gospodarczej.
W 1987 János Kádár został usunięty ze stanowiska sekretarza KC MSZMP przez wykształconego w Stanach Zjednoczonych Miklósa Németha, który rozpoczął na Węgrzech proces transformacji ustrojowej. Kádár, jako umiarkowany przywódca jest wciąż oceniany niejednoznacznie. W październiku 1989, w wyniku postępującego upadku państw demokracji ludowych, partia z inicjatywy reformowanych komunistów skupionych wokół Németha przekształciła się w Węgierską Partię Socjalistyczną. Węgierska Partia Socjalistyczna odrzuciła dotychczas reprezentowaną ideologię komunistyczną. Do nowej partii zapisało się tylko ok. 30 000 z ok. 700 000 dotychczasowych członków. Grupa działaczy niechętna zmianom utworzyła Węgierską Komunistyczną Partię Pracujących.